# Propeller

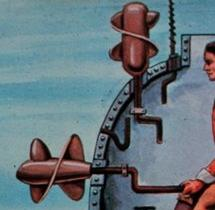
Teckning som visar handdrivna vertikala och horisontala skruv-propellrar på en undervattensbåt från 1775.

Propeller är en maskindel bestående av minst ett men vanligen två eller flera propellerblad placerande runt eller i ett nav på en propelleraxel. Ordet kommer från latinets propellere, som betyder ”driva framför sig”.
Propeller används för framdrivning av farkoster och i till exempel fläktar och pumpar.

## Teknik
När propellern roterar skapas ett undertryck på ena sidan och motsvarande övertryck på andra sidan varpå en riktad strömningsrörelse i den omgivande vätskan eller gasen uppstår. Tidiga versioner av propellern kunde vara utformade som skruvar, som är en propellerform som fortfarande används till att pumpa vätska.
Propellerns diameter bestäms av typ av farkost och varvtal och effekt hos kraftkällan. Bladytans storlek bestäms med hänsyn till propellertrycket, som erfarenhetsmässigt inte bör överstiga vissa värden beroende på fartygstyp, medan alltför stor bladyta (alltför lågt propellertryck) nedsätter propellerns verkningsgrad.
Propellerns stigning är stigningen av den fullständiga skruvgängan, vilken bladet är en del av. Stigningen görs vanligen konstant, vilket innebär att bladets hela tryckyta är en fullkomlig skruvyta. Dock förekommer ofta varierande stigning, så att bladets yta har större stigning vid dess akterkant än vid dess förkant eller har större stigning vid basen än vid spetsen (till exempel zeisepropellern).
Stigningen och omloppstalet är de realiteter, som bestämmer farten som är beroende av den förväntade stigningen och får inte bestämmas för liten i förhållande till diametern, emedan verkningsgraden då begränsas. Omloppstalet bestäms av den använda maskinen och utväxlingen av den. Detta får inte vara för högt, eftersom kavitation då uppkommer – bestående av att det vid propellerns rotation uppstår en trycksänkning på bladens sugsida som gör att trycket understiger vattnets ångbildningstryck. Kavitation ger effektförlust men kan också mekaniskt skada propellern när de uppkomna ångbubblorna imploderar när de rör sig i strömningsfältet och når regioner med högre tryck.

## Historik

### Propellrar till båtar och fartyg

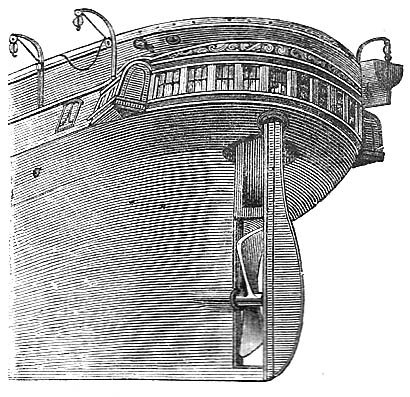
Tvåbladig propeller monterad på äldre fartyg.

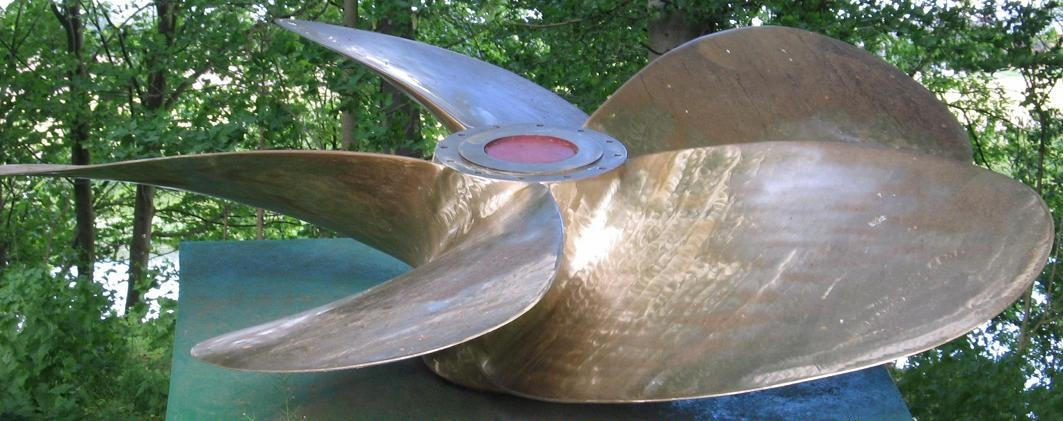
Fembladig modern fartygspropeller.

Flera personer deltog i den tidiga utvecklingen under slutet av 1700- och början av 1800-talet. Många teoretiska och praktiska försök utfördes. Bakom några av de tidiga patenten låg Seaton (engelsman), Taylor (amerikan), Normand (fransman) samt Riehn och Lorentz (tyskar). Praktiska försök utfördes av fransmännen Guéde, Jay, Bruneau och Normand, engelsmännen Froude, Barnaby, Thornycroft, Denny och Parsons samt tyskarna Wagner och Flamm.
De äldsta förslagen är från 1724 och 1731. 1753 föreslog den franske fysikern Daniel Bernoulli i en vetenskapstidskrift idén att driva fartyg med en fyrbladig skruv. 1768 behandlade fransmannen samma problem, även amerikanen Fitch lär ha gjort försök 1787 med skruvbåt. 1816 försökte Samuel Owen driva en roslagsbåt med en propeller efter Bernoullis idé. 1812 konstruerade österrikaren Joseph Ressel en propeller. Fransmannen Sauvage och engelsmannen Woodcroft tog 1832 ut var sitt propellerpatent i Frankrike och England 1827–1829. Nästan alla dessa och flera andra förslag stannade av olika anledningar på försöksstadiet.
Problemet med att finna en duglig propellerkonstruktion löstes först 1836 när den engelske lantbrukaren Francis Pettit Smith i maj (Patent GB 31 maj A.D. 1836 No. 7104) och svenske John Ericsson i juli 1836 (Patent GB 13 juli A.D. 1836 No. 7149) fått sina var för sig inlämnade patentansökningar beviljade för de första praktiskt användbara fartygspropellrar. Ericsson erhöll senare även patent i USA (Patent US 588 1 februari 1838).
Såväl samtida som senare tiders fackmän har emellertid tillerkänt John Ericssons lösning för propellerns karakteristiska värden: diameter, bladens antal, area och form, stigning samt axelns varvtal. För bestämmandet av en god konstruktion har dessa förhållanden ett mycket intimt samband, såväl på empirisk som teoretisk grund.

### Flygplanspropellern
Propellern var också en förutsättning för utvecklingen av motordrivna flygplan. Vanligast på allmänflygplan är två- eller trebladiga propellrar, men fyrbladiga propellrar tillverkade av kompositmaterial börjar också vinna marknadsandelar. På allmänflygplan drivs vanligen propellern av en kolvmotor, medan man i kommersiella applikationer vanligen använder en gasturbin, populärt Turboprop. Propellerdrivna kommersiella flygplan har oftast ett större antal blad för att minska propellerns diameter i förhållande till effektutvecklingen.
Lyckade försök har även gjorts med kontraroterande propellrar för att ytterligare öka propellerns effekt.
Även enbladiga propellrar förekommer inom flygbranschen, huvudsakligen på segelflygplan försedda med hjälpmotor för start eller för att hålla sig i luften till hemmaflygplatsen. Detta är särskilt användbart för att göra motorn så kompakt som möjligt då den fälls in i flygkroppen, detta för att minska luftmotståndet. Propellern drivs då ofta av en kompakt tvåtaktsmotor.

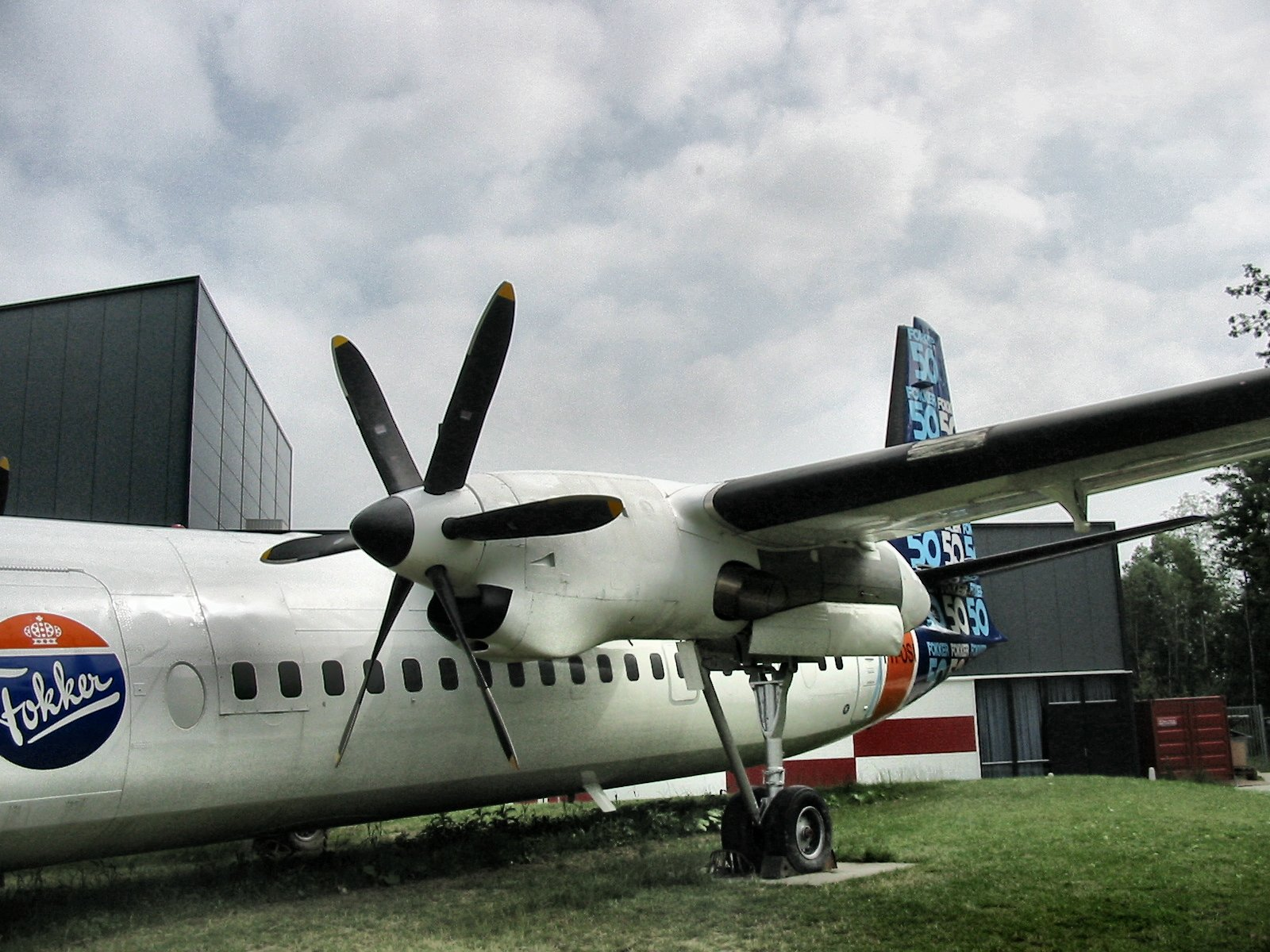
Propeller på Fokker 50.
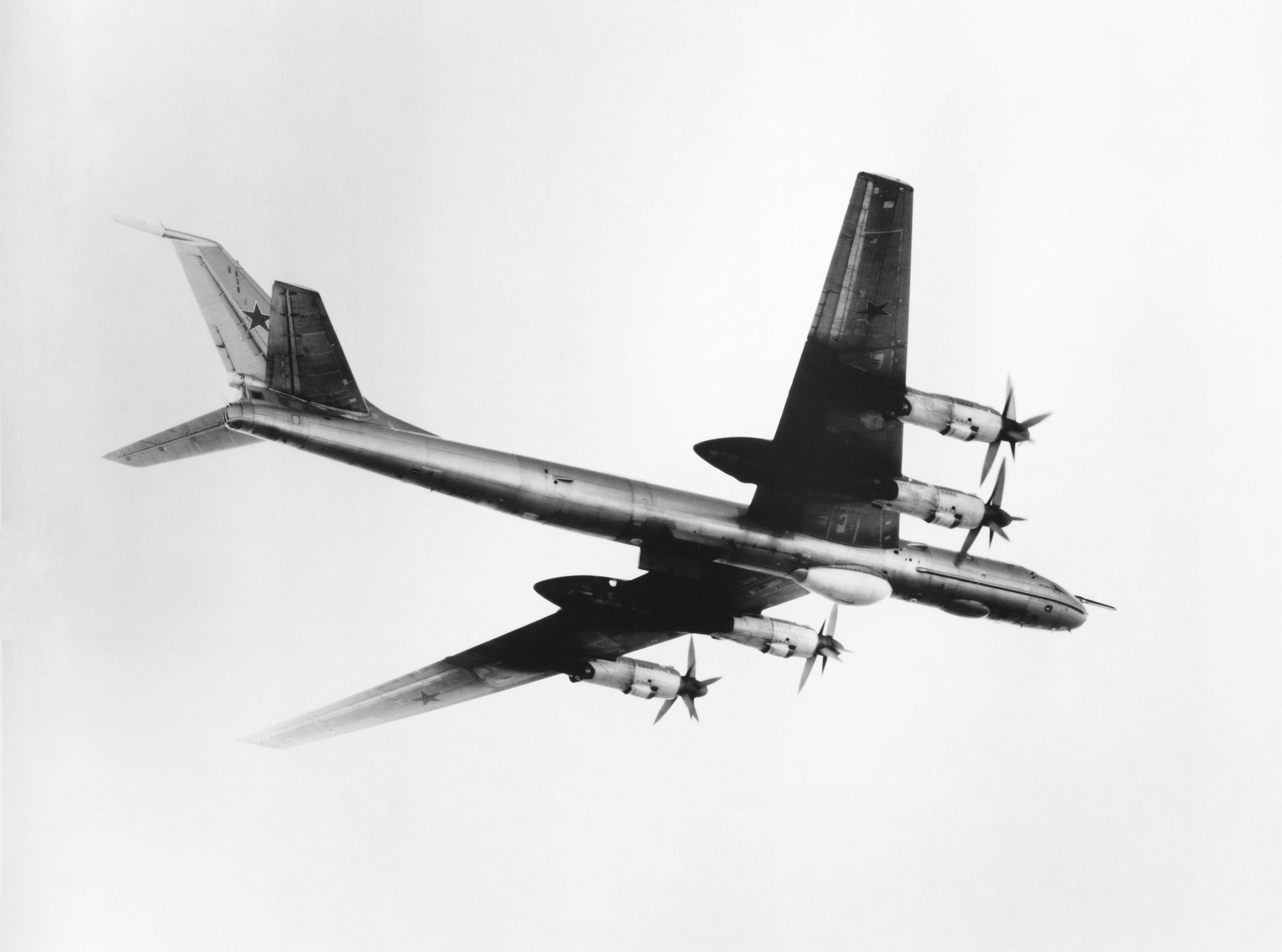
Tupolev Tu-95 Bear med kontraroterande propellrar.
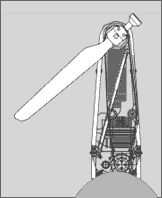
Ritning föreställande enbladig flygplanspropeller på segelflygplan.

## Propellerkonfigurationer
- Dragande propeller
- Kontraroterande propeller
- Motroterande propellrar
- Skjutande propeller